# ليندا شير
ليندا شير (بالإنجليزية: Linda Shear)‏ هي مغنية أمريكية، ولدت في 1948.